# Fortuna e sfortuna
Fortuna e sfortuna è l'undicesimo romanzo della serie I racconti di mezzanotte dello scrittore inglese Nick Shadow, uno dei pseudonimi usati dallo scrittore inglese Allan Frewin Jones.

## Trama
Il tredicenne Greg Cowley ha perso da poco il nonno, morto all'improvviso apparentemente senza motivo. Invece la nonna è internata in una casa di riposo, dove, per colpa di alcune malattie mentali, peggiora sempre di più. Un giorno, assieme all'amico Sam Dee e alla sorellina Edie si reca alla casa del nonno per sistemare dei mobili. Lui e Sam trovano così uno strano gioco da tavolo, con due pedine malridotte. Dopo aver iniziato a giocarci i due ragazzi lo ripongono, ma poi, quando ci tornano poco dopo, lo ritrovano sistemato all'esterno. Dopo alcuni turni Greg si ritrova perseguitato dalla sfortuna, mentre Sam diventa parecchio fortunato. Pensando al gioco, i due vanno a ricontrollarlo e scoprono che si è ricolorato a nuovo e le pedine sono diventate somiglianti a loro. Capendo che il gioco è malefico, cercano inutilmente di distruggerlo, ma capiscono che l'unico modo è terminare la partita. Sam tira i dadi e finisce sulla casella di un uccello marrone. Poco dopo un passero entra dal camino e Sam, impazzito dalla paura, cerca di colpirlo con un attizzatoio, convinto che l'abbia mandato il gioco per portargli sfortuna; finisce però per colpire la lampada e resta fulminato. Poco dopo, all'ospedale, Greg si accorge che Sam ha un comportamento simile a quello della nonna. Va così a trovarla alla casa di riposo e si rende conto che è quella la destinazione finale del gioco: il manicomio. Torna così nella casa del nonno per ritrovare il gioco, ma scopre che Edie ha iniziato una nuova partita.